# 尼洋河

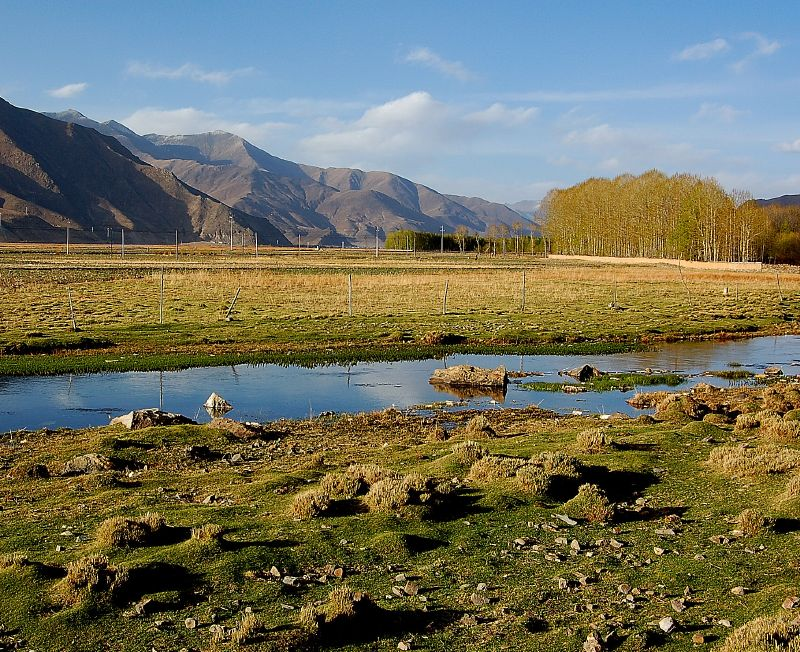
拉萨市附近的尼洋河

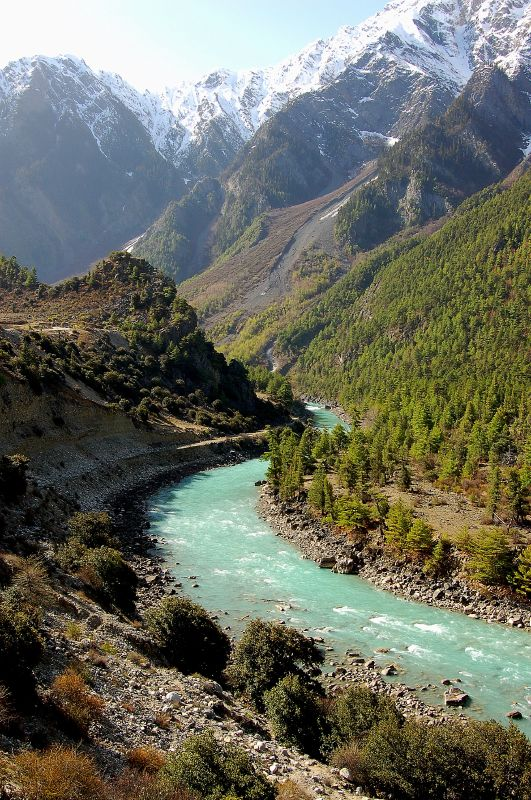
工布江达县内的尼洋河

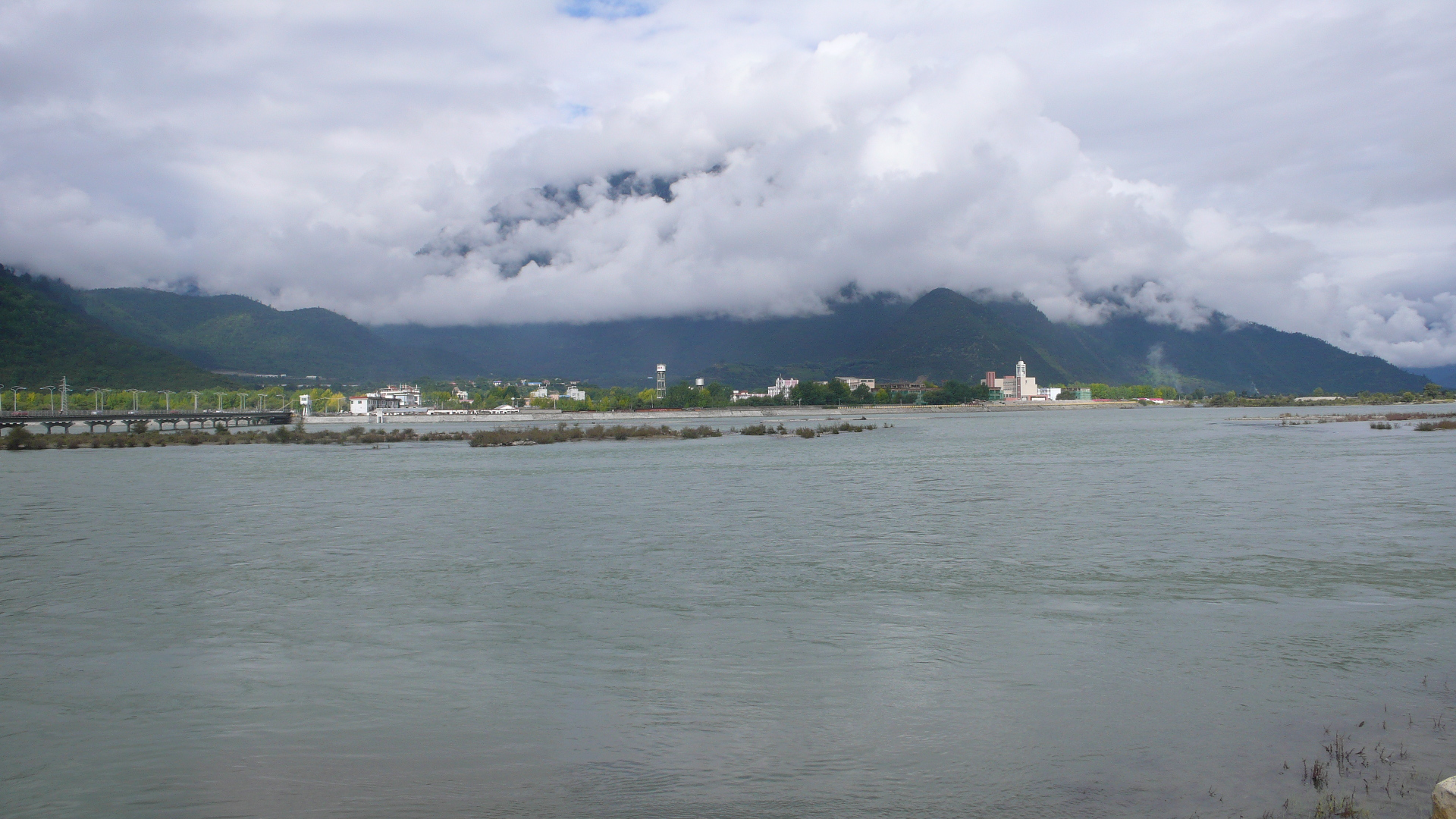
林芝县八一镇的尼洋河

尼洋河（藏語：ཉང་ཆུ，威利转写：nyang chu）是位于中国西藏自治区的一条河流，发源于米拉山西侧的错木梁拉，流向自西向东，在林芝县的则们附近汇入雅鲁藏布江。尼洋河是雅鲁藏布江五大支流之一，其流域面积约为17535平方公里，多年平均流量为172.3亿立方米，在雅鲁藏布江各支流中排名第2，仅次于帕隆藏布。
尼洋河流域的海拔高度介于2800至5000米之间，河源地区有冰川分布。该地区全年气温较低，多年平均气温约为8摄氏度，季节变化明显。受印度洋暖湿气流沿雅鲁藏布江大峡谷上溯的影响，该地区降雨丰沛，植被繁茂。降雨主要集中在6至9月的雨季。由于这一时段降雨量和冰川融水的显著增加，尼洋河全年的水流量最高。
干流目前已建设多布水电站（120MW）。支流八及曲口的八一水电站（8.64MW）。支流巴河的巴松措以下河段梯级开发规划七个电站，装机较大的为雪卡水电站（40MW）、老虎嘴水电站(102MW)。